# Авиационные происшествия Аэрофлота 1964 года

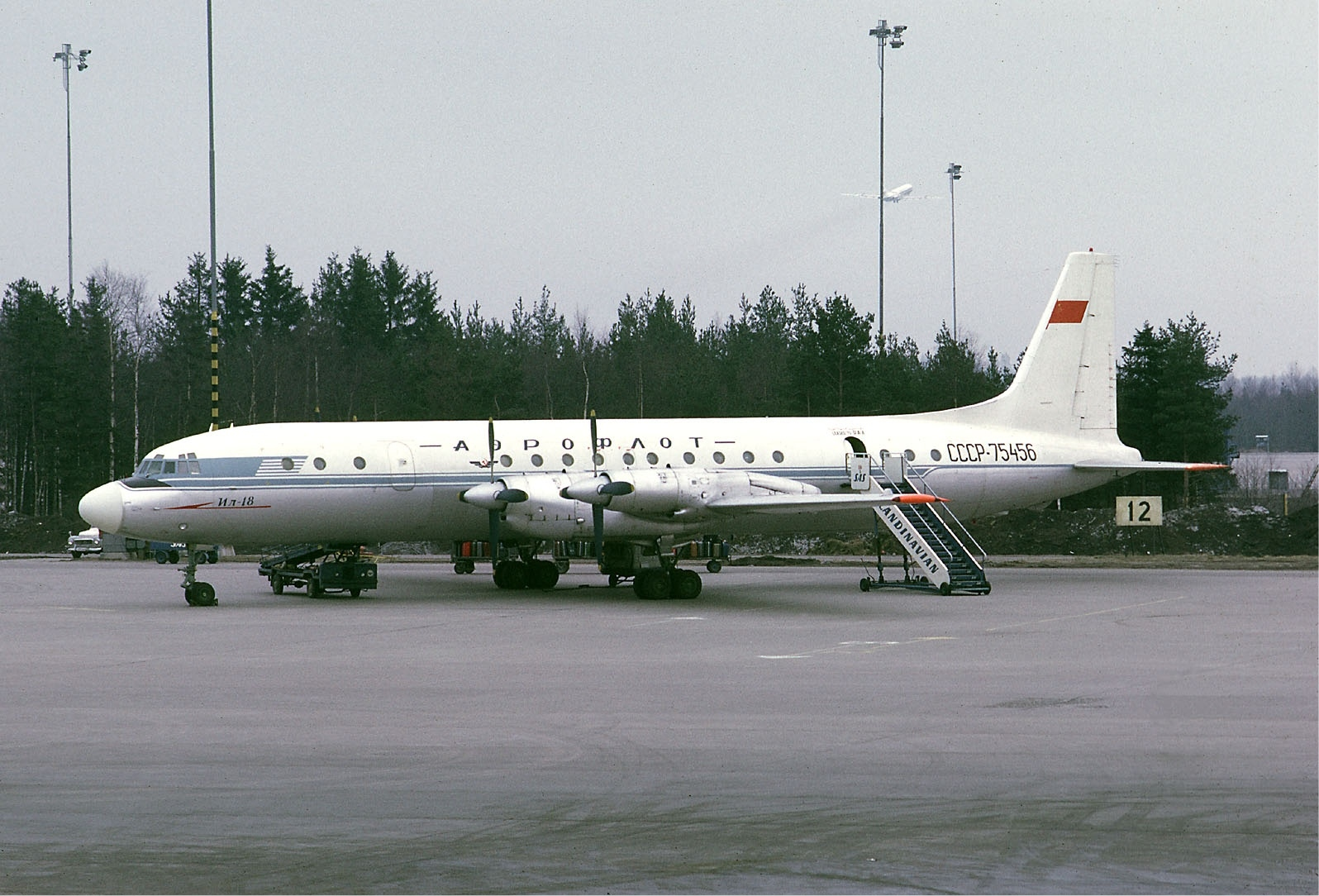
Ил-18 предприятия «Аэрофлот»

Авиационные происшествия и инциденты, включая угоны, произошедшие с воздушными судами Главного управления гражданского воздушного флота при Совете министров СССР (с 27 июля 1964 года — Министерство гражданской авиации СССР; работало под брендом «Аэрофлот») в 1964 году.
В этом году крупнейшая катастрофа с воздушными судами предприятия «Аэрофлот» произошла 2 сентября близ Южно-Сахалинска, когда самолёт Ил-18В при заходе на посадку отклонился от установленной схемы и преждевременно снизился под безопасную высоту, в результате чего врезался в гору, при этом погибли 87 человек (подробнее…).

## Список
Отмечены происшествия и инциденты, когда воздушное судно было восстановлено.
| Дата                  | Место                                                                          | ВС      | Бортовой номер | Управление        | Жертв | Описание | И      |
| --------------------- | ------------------------------------------------------------------------------ | ------- | -------------- | ----------------- | ----- | --- | ------ |
| 3 января 1964 года    | Батагай                                                                        | Ан-2Т   | 23740          | Якутское          | 2/2   | В ходе тренировочного полёта врезался в землю при заходе на посадку из-за снижения уставшего экипажа под безопасную высоту | [ 1 ]  |
| 25 января 1964 года   | Актюбинская область, 18 км ЮЗ Кенкияка                                         | Ан-2Т   | 13651          | Казахское         | 3/9   | При полёте в СМУ врезался в холм после снижения под безопасную высоту | [ 2 ]  |
| 29 января 1964 года   | Гурджаначай, Нуха                                                              | Ли-2Т   | 54818          | Азербайджанское   | 1/22  | При взлёте врезался в снег, потеряв скорость, после чего выкатился за боковые пределы ВПП и упал в речку | [ 3 ]  |
| 9 февраля 1964 года   | Аяно-Майский район, близ Джигды                                                | Ан-2Т   | 55541          | Дальневосточное   | 3/3   | После ночного взлёта упал в лес из-за дезориентации пилота | [ 4 ]  |
| 13 мая 1964 года      | Светильня, Броварский район                                                    | Ан-2Р   | 09259          | Украинское        | 1/3   | При заходе на посадку после АХР из-за ошибок нетрезвого командира потерял скорость и перейдя в сваливание врезался в землю | [ 5 ]  |
| 1 июня 1964 года      | Пролетарский район, совхоз «Красноармейский», 25 км Ю Зимовников               | Як-12М  | 22316          | Северо-Кавказское | 1/1   | В ходе авиационно-химических работ при развороте врезался в землю из-за потери скорости и высоты вследствие ошибки пилота | [ 6 ]  |
| 7 июня 1964 года      | Нижнеколымский район, близ Амбарчика                                           | Ми-4А   | 36571          | Полярной Авиации  | 0/7   | При посадке на неподходящую площадку из-за ошибок в пилотировании врезался в камни с повреждением шасси и фюзеляжа | [ 7 ]  |
| 8 июня 1964 года      | Черемшан                                                                       | Ан-2СХ  | 25467          | Приволжское       | 2/5   | Врезался в землю пи воздушном хулиганстве (выполнение «горки» на малой высоте) нетрезвого пилота | [ 8 ]  |
| 9 июня 1964 года      | Толмачёво, Новосибирск                                                         | Ту-104Б | 42476          | Западно-Сибирское | 0/?   | Выкатился за пределы ВПП при второй попытке приземлиться в СМУ | [ 9 ]  |
| 23 июня 1964 года     | Лабинский район, Уруштен, 12 км З Кировского (43°55′40″ с. ш. 40°36′00″ в. д.) | Ми-1А   | 40494          | Северо-Кавказское | 3/3   | Столкновение со стальными тросами (были натянуты в нарушение воздушного кодекса) при пролёте горного ущелья | [ 10 ] |
| 1 июля 1964 года      | Касимовский район, река Ока, Елатьма                                           | Ка-15   | 30123          | СПиМВЛ            | 1/2   | Столкновение с ЛЭП над рекой после взлёта | [ 11 ] |
| 3 июля 1964 года      | Кваркенский район, Уртазым                                                     | Ан-2Р   | 09242          | Приволжское       | 1/2   | В ходе авиационно-химических работ потерял высоту и врезался в холм из-за отвлечения пилотов на радиопереговоры | [ 12 ] |
| 7 июля 1964 года      | Икрянинский район, 31 км З Икряного                                            | Як-12М  | 22355          | Северо-Кавказское | 1/1   | В ходе авиационно-химических работ пилот потерял сознание, после чего неуправляемый самолёт перешёл в снижение и врезался в землю | [ 13 ] |
| 18 июля 1964 года     | Горный район, 10 км ЮВ Бясь-Кюеля                                              | Як-12М  | 05768          | Якутское          | 3/3   | При полёте на малой высоте врезался в деревья и упал в лес; все на борту были пьяны. | [ 14 ] |
| 20 июля 1964 года     | Пашковский, Краснодар                                                          | Ил-18Б  | 75661          | Азербайджанское   | 0/?   | Вынужденная посадка «на брюхо» после столкновения с градом | [ 15 ] |
| 24 июля 1964 года     | Чукотский АО, близ Орлиной                                                     | Ми-4А   | 36526          | Полярной Авиации  | 0/5   | При посадке на плато с попутным ветром вертолёт ударился хвостовым винтом о землю, вышел из-под контроля и опрокинувшись скатился по склону | [ 16 ] |
| 3 августа 1964 года   | Магадан                                                                        | Ил-18В  | 75824          | Дальневосточное   | 0/?   | Посадка до ВПП с разрушением шасси | [ 17 ] |
| 14 августа 1964 года  | 2 км от Элисты                                                                 | Ан-2Р   | 62730          | Северо-Кавказское | 3/3   | Пожар на борту из-за течи топлива | [ 18 ] |
| 25 августа 1964 года  | Эвенкийский АО, Байкитский район, 4 км СЗ Таимбы                               | Ми-1М   | 40438          | Красноярское      | 3/4   | Из-за хулиганства нетрезвого пилота при пролёте хребта потерял высоту и врезавшись в деревья упал в лес | [ 19 ] |
| 2 сентября 1964 года  | Холмский район, близ Перевала, 26 км СЗ Южно-Сахалинска                        | Ил-18В  | 75531          | Красноярское      | 87/93 | Столкновение с горой при заходе на посадку из-за ухода с трассы и снижения под безопасную высоту (подробнее…) | [ 20 ] |
| 8 сентября 1964 года  | Саратовская, Белореченский район                                               | Ми-1МНХ | 81513          | Северо-Кавказское | 3/3   | После взлёта врезался в землю из-за дезориентации пилота ночью в тумане | [ 21 ] |
| 9 сентября 1964 года  | Джамбульская область, 12 км ЮВ Мерке                                           | Ми-1МНХ | 17801          | Киргизская ОАГ    | 1/1   | При полёте в облаках в условиях болтанки ударом лопасти несущего винта была отрублена хвостовая балка | [ 22 ] |
| 19 сентября 1964 года | близ Чагды                                                                     | Ми-4А   | 19162          | Якутское          | 2/2   | По неустановленной причине упал в тайгу при возврате на аэродром в связи со сложными погодными условиями. Вертолёт был случайно найден 3 октября 1974 года — через 10 лет. | [ 23 ] |
| 29 сентября 1964 года | близ Кишинёва                                                                  | Ан-2    | н.д.           | н.д.              | 0/?   | Попытка захвата рейса из Кишинёва (по другим данным — из Чадыр-Лунги) в Измаил двумя угонщиками (Гудумак и Караджия), которые угрожая ножом и пистолетом потребовали лететь в Турцию. При попытке вынужденной посадки близ Кишинёва угонщики тяжело ранили пилотов, а после крушения самолёта на виноградники сбежали. Позже Караджия был убит во время задержания, а Гудумак арестован и приговорён к расстрелу. | [ 24 ] |
| 13 октября 1964 года  | Анабарский район, 60 км В мыса Хорго (73°27′ с. ш. 115°24′ в. д.)              | Ли-2    | 04370          | Полярное          | 0/7   | В ходе ледовой разведки, из-за ошибки штурмана в определении местонахождения, снизился под безопасную высоту и столкнулся с сопками | [ 25 ] |
| 24 октября 1964 года  | 4,1 км от Николаевска-на-Амуре                                                 | Ан-2Т   | 01231          | Дальневосточное   | 2/2   | После вылета попал в метель; при возврате в аэропорт из-за дезориентации экипажа отклонился от схемы, потерял высоту и столкнувшись с деревьями на сопке упал в лес | [ 26 ] |
| 9 ноября 1964 года    | Вулканештский район, близ Владимировки, 2 км СЗ Гэвэноасы                      | Ан-2СХ  | 43915          | Молдавская ОАГ    | 4/4   | При воздушном хулиганстве (выполнение «горок» и пикирований на малой высоте) нетрезвого экипажа потерял скорость и врезался в землю | [ 27 ] |
| 18 ноября 1964 года   | Кольский район, озеро Щучье, 20 км Ю Мурмашей                                  | Ан-2В   | 09275          | Северное          | 1/2   | Столкновение с сопкой после уклонения с трассы | [ 28 ] |
| 28 ноября 1964 года   | Хашурский район, Сурамский хребет, близ Сурами                                 | Ил-14М  | 41883          | Грузинское        | 7/15  | Столкновение с горой после уклонения с трассы и снижения под безопасную высоту (подробнее…) | [ 29 ] |
| 31 декабря 1964 года  | Карагинский район, близ рыбозавода № 72                                        | Ан-2Т   | 98388          | Дальневосточное   | 2/10  | Столкновение с горой после уклонения с трассы и снижения под безопасную высоту | [ 30 ] |